# Agrotis silvestrii
Agrotis silvestrii är en fjärilsart som beskrevs av Turati 1924. Agrotis silvestrii ingår i släktet Agrotis och familjen nattflyn. Inga underarter finns listade i Catalogue of Life.